# Black Cart Water
Das Black Cart Water ist ein Fluss in Schottland.

## Geographie
Das Black Cart Water fließt am Nordende des Sees Castle Semple Loch in der Council Area Renfrewshire ab. Auf seiner gesamten Länge von etwa 11,99 km folgt der Fluss einer nordöstlichen Richtung. Nach drei Kilometern passiert er die Ortschaft Howwood und trennt dann die Städte Johnstone und Kilbarchan voneinander ab. Linwood im Osten passierend empfängt das White Cart Water ein kurzes Stück nordöstlich mit dem Gryfe Water seinen Hauptzufluss. Das Black Cart Water begrenzt den Flughafen Glasgow im Westen und fließt 3,5 km unterhalb der Einmündung des Gryfe bei Renfrew mit dem White Cart Water zusammen, um den Cart zu bilden. Dieser mündet nach wenigen hundert Metern in den Clyde.

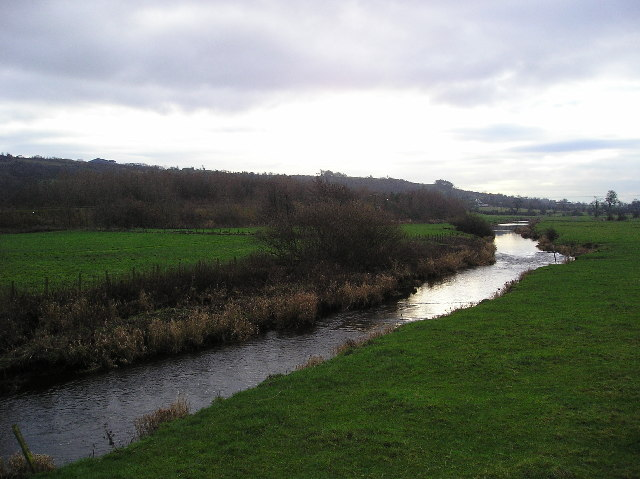
Oberlauf des Black Cart Waters
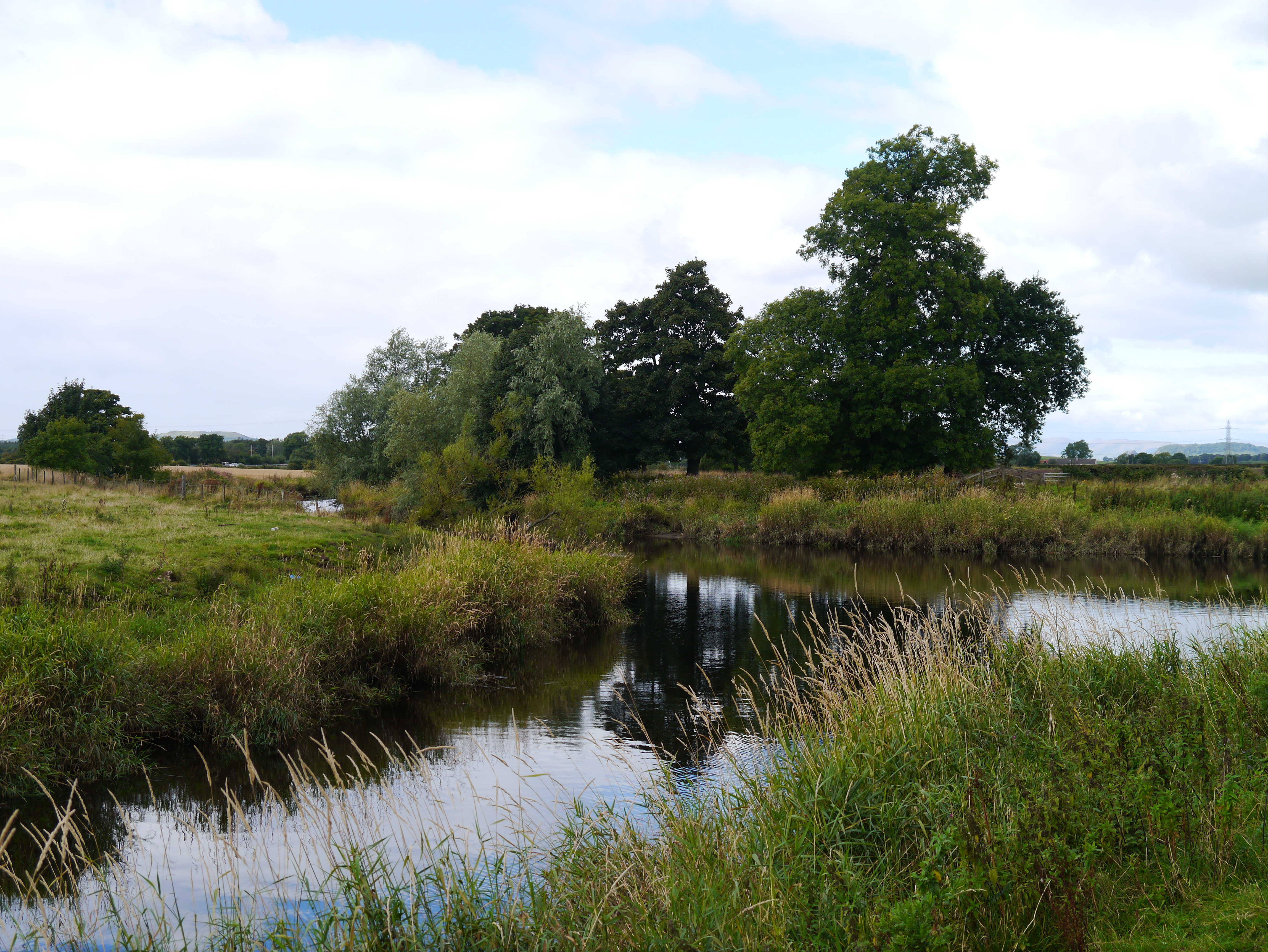
Einmündung des Gryfe Water
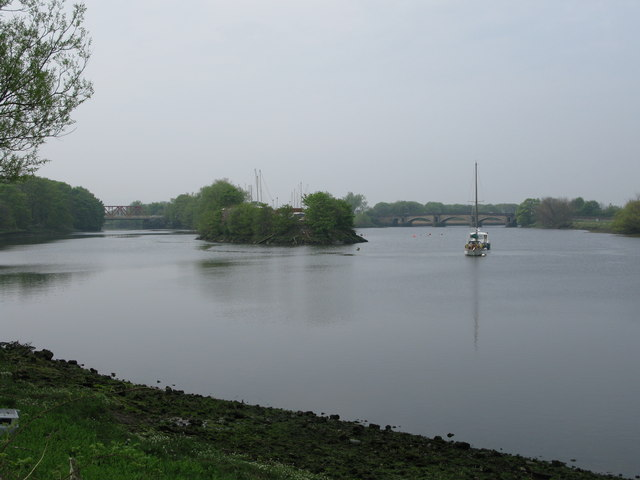
Zusammenfluss von White und Black Cart Water

## Brücken
Zahlreiche Brücken überspannen das Black Cart Water. Bei Johnstone queren die A737 (zweimal) sowie die B787 und B789. Bei Linwood überspannt die A761 den Fluss. Eine moderne Brücke führt die M8 ein kurzes Stück flussaufwärts der Einmündung des Gryfe Water über das Black Cart Water. Am Westrand von Inchinnan quert die A726. Zwei denkmalgeschützte Brücken führen über das Black Cart Water. Dies sind die Garthland Bridge, eine Bogenbrücke aus dem Jahre 1767, etwa zwei Kilometer unterhalb des Abflusses aus dem Castle Semple Loch. Die Inchinnan Bridge, welche das Black Cart Water nahe dem Standort der All Hallows Chuch, an dem sich möglicherweise seit dem 6. Jahrhundert ein frühchristliches Kloster befand, führt die A8 über den Fluss. Sie ist als Denkmal der höchsten Kategorie A klassifiziert.

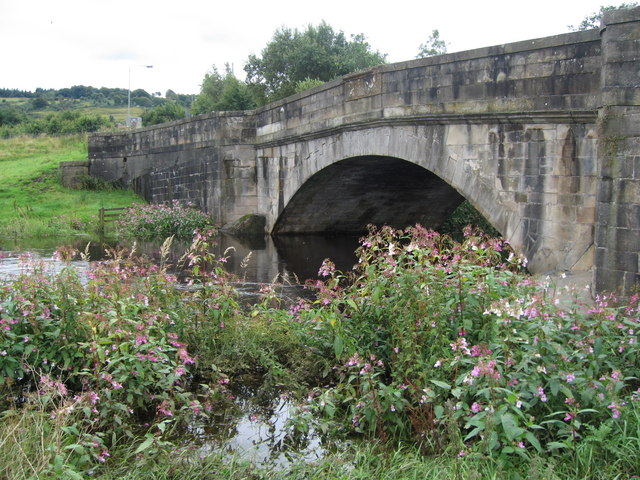
Garthland Bridge
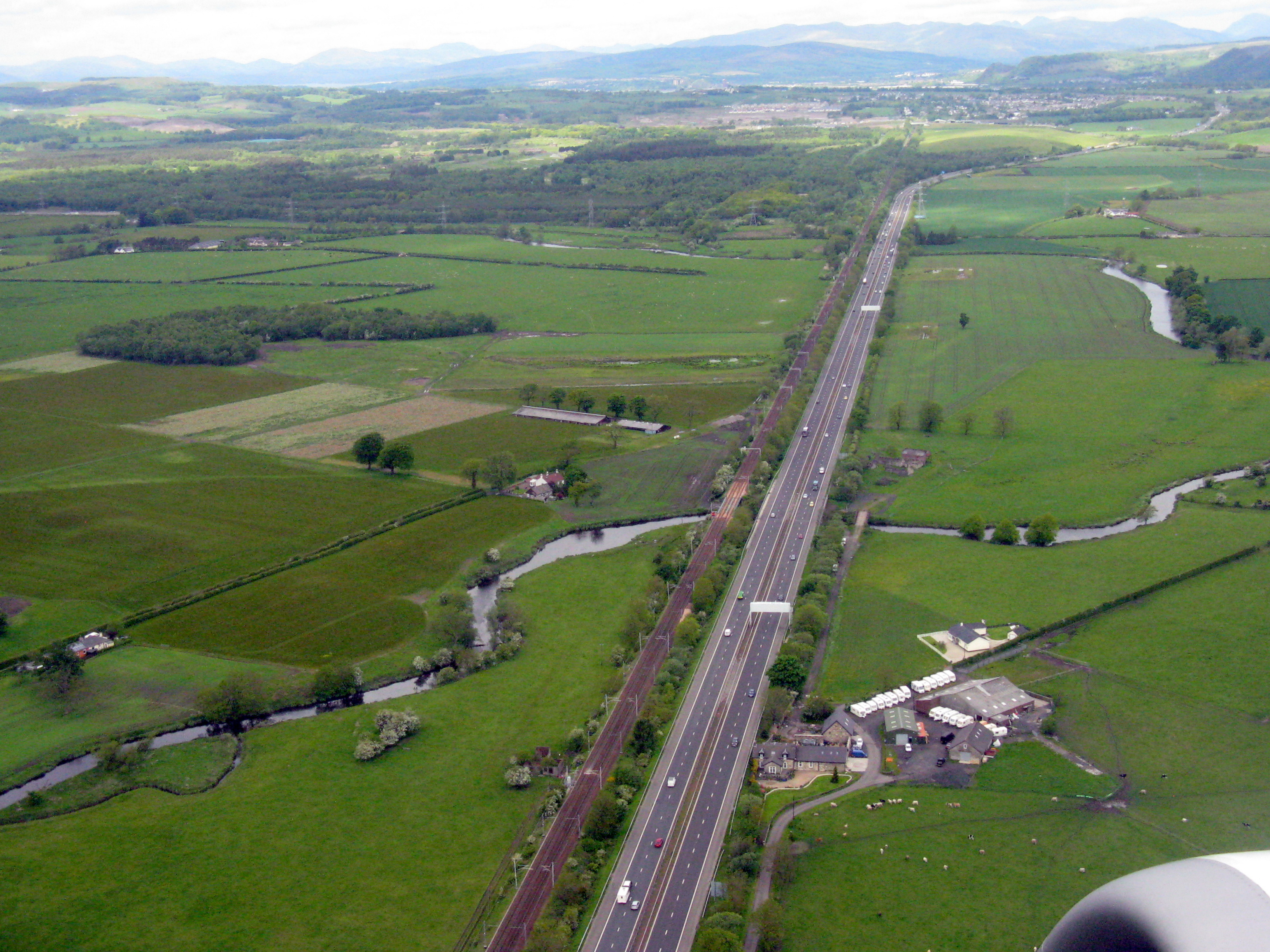
Die M8 quert das Black Cart Water und im Hintergrund das Gryfe Water
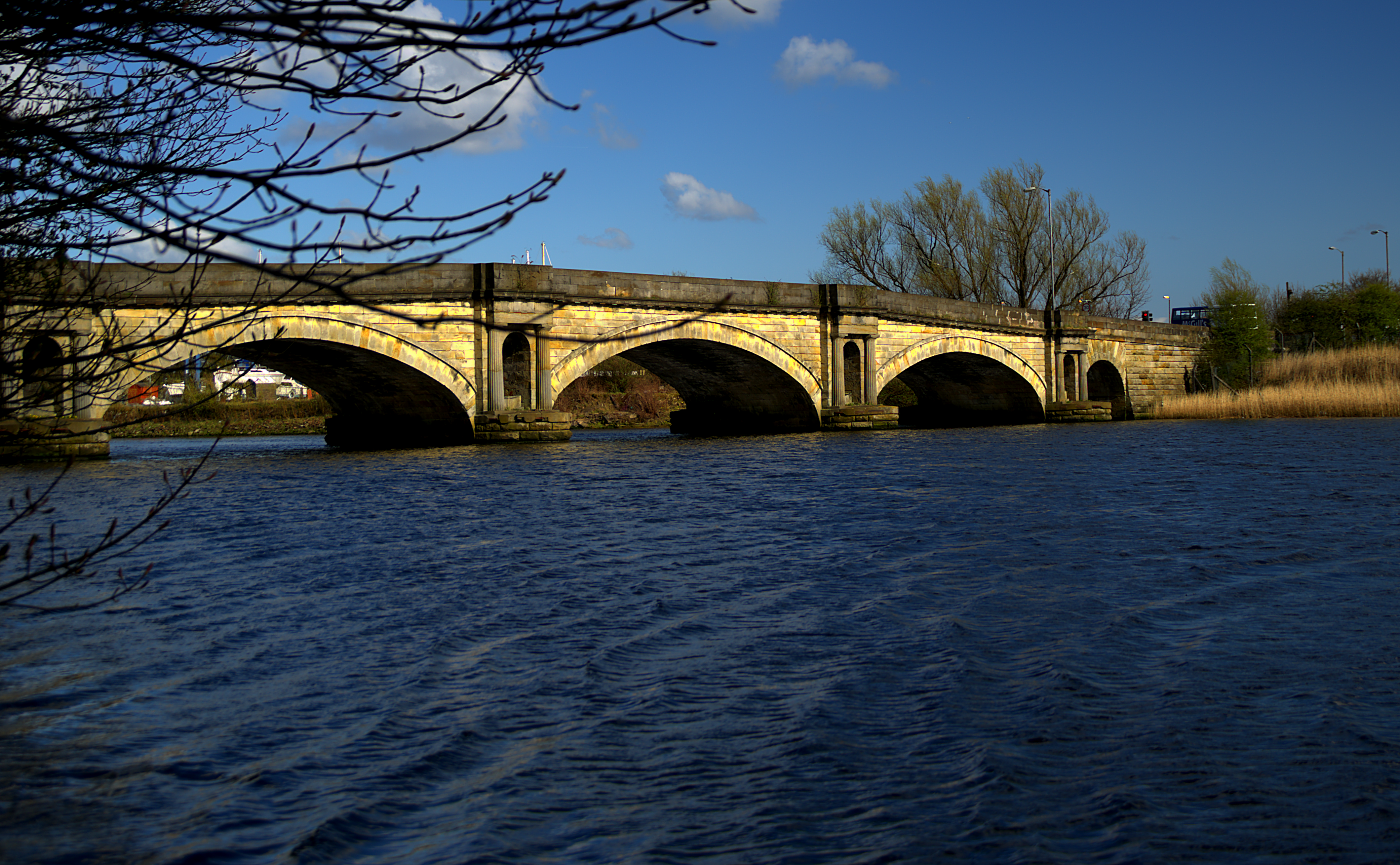
Inchinnan Bridge (A8)